# كونستانتين كوفاليف
كونستانتين كوفاليف (الروسية: Ковалёв, Константин Сергеевич) هو لاعب كرة قدم روسي في مركز الوسط، ولد في 14 يناير 2000 في مدينة كورسك في روسيا. لعب مع أفانجارد كورسك ونادي روستوف.

## وصلات خارجية
- كونستانتين كوفاليف على موقع قاعدة بيانات كرة القدم.إي يو (الإنجليزية)
- كونستانتين كوفاليف على موقع Soccerway.com (الإنجليزية)
- كونستانتين كوفاليف على موقع عالم كرة القدم.نت (الإنجليزية)